# 林振辉 (企业家)
林振辉（英文名：Tiger LIN Zhenhui），曾任中信国际电讯集团有限公司执行董事及CEO，中國移動國際有限公司董事長兼CEO，中國移動香港有限公司董事長, 中國移動雲南公司董事長兼總經理、廣東移動通信有限公司董事副總經理，香港应用科技研究院有限公司董事等職。

## 生平
林振辉在廣東移動任職期間，推出“溝通從心開始”企業形象廣告和“動感地帶”（M-Zone）品牌。
在香港任职期间，“中国移动万众电话有限公司”更名为“中国移动香港有限公司”，主导了升级版“一卡多号”、频谱竞投、3G、4G上线，并推出“全球首个二手移动数据流量交易平台——2CM”，以及在中国内地曾引起舆论高度关注的所谓“中国移动香港逆天套餐”—3G Lite。
2010年在香港筹组中国移动国际公司，完成漫游资费谈判模式、国际海陆缆布局、环球网络中心建设。国际公司曾推出VoIP及即时通讯应用Jego，业务一度暂停下载，后面向境外市场重新开放。
林振辉擁有北京郵電大學工程管理學士學位、澳洲國立大學國際管理碩士學位以及香港理工大學管理学博士學位。曾经获得中国国家信息产业部科技进步二等奖、中国广东省级管理创新一等奖。

## 主要工作
1999年10月，提出把短信息系统（SMS）作为“Mini—Internet（微型互联网）”来经营。
2001年8月，构建“沟通100”服务营销渠道，并着手在广东建设。
2005年5月，调任云南移动董事长、总经理 （页面存档备份，存于）。
2008年5月，调任中国移动万众电话有限公司董事长。
2010年12月，筹组中国移动国际有限公司 。
2013年6月主持設計推出Jego，一度被中国移动集团暂停，后面向境外市场重新开放。
2014年10月，传闻林振辉将调任中国移动互联网公司。
2015年1月1日，出任中信国际电讯集团有限公司执行董事、行政总裁。
2015年8月，宣布推出国际数据流量交易平台——DataMall自由行。
2016年10月，宣布收购新加坡Acclivis Technologies and Solutions全數股權。
2017年6月，出席世界移动大会·上海（MWCS） 2017展会，表示：“4G把互联网变为移动互联网； 而5G将把不可能变成可能, 把不可知变成可知。”